# Stazione di Montesilvano
Stazione di Montesilvano vasútállomás Olaszországban, Montesilvano településen.

## Vasútvonalak
Az állomást az alábbi vasútvonalak érintik:
- Ancona–Lecce-vasútvonal

## Kapcsolódó állomások
A vasútállomáshoz az alábbi állomások vannak a legközelebb:
- Stazione di Silvi
- Stazione di Pescara
- Pescara Centrale old railway station